# María Monclús Barberá
María Monclús Barberá (Lérida, 1920 – Barcelona, 27 de marzo de 2012) fue una bióloga y entomóloga española experta en la caracterización y clasificación de moscas Drosophila. Describió dos especies nuevas y sus investigaciones influyeron en los estudios sobre evolución en España. Desarrolló la mayor parte de su trabajo con su marido, Antonio Prevosti Pelegrín, naturalista como ella, y esa colaboración la hizo en buena parte invisible.

## Biografía
Monclús nació en el seno de una familia acomodada con interés tanto en las ciencias como en las letras. Sus padres fueron Assumpta Barberá Castellà y Josep Monclús Charles. Además de ocuparse de la casa, la madre colaboraba en los negocios de su marido, que era administrador de fincas y apicultor, propietario de numerosas colmenas. La miel la vendían a los turroneros de Jijona a donde se desplazaban en automóvil con cierta frecuencia. Fue la cuarta de cinco hermanos, aunque la mayor murió a los pocos meses de nacer, y su infancia transcurrió junto a sus primos, con los que aprendió a recitar poemas y a interesarse por la poesía. Uno de ellos fue el reconocido poeta catalán Màrius Torres (1910-1942) al que María Monclús ayudó a la publicación póstuma de sus obras.
Estudió en el Liceo Escolar de Lérida desde los cinco años hasta el comienzo de la Guerra Civil. En 1936, cuando ella tenía 16 años, murió su madre. En 1937 la familia Monclús Barberá se trasladó a Barcelona. Poco después de terminar la guerra, el 30 de octubre de 1939, obtuvo el título de Bachiller y comenzó un curso acelerado de magisterio en la Escuela Normal que terminó en 1940. Ese mismo año ingresó en la Universidad de Barcelona donde estudió Ciencias Naturales. Su padre la animó en los estudios, aunque este hubiera preferido que se inclinara por la farmacia, pues pensaba que le daría una mayor seguridad económica; sin embargo, ella se interesó desde el primer momento por la naturaleza. Se licenció en agosto de 1945, un año en el que únicamente el 27% de las mujeres que obtuvieron una licenciatura lo hicieron en Ciencias. De su paso por la universidad salieron sus mejores amigas: Montserrat Bassedas, Conxita Carbó, María Serra, María Mir y María Ral.
Nada más terminar la carrera, empezó a trabajar como becaria en el Instituto San Bernardino de Sahagún del CSIC dentro de la sección de Antropobiología. Así mismo empezó a compaginar este trabajo con el de profesora de secundaria, que dejó en 1951. En el Instituto estuvo bajo la dirección del médico y catedrático de antropología Santiago Alcobé Noguer (1903-1977) que era uno de los pocos profesores que enseñaba genética en ese tiempo, pues los trabajos de genetistas previos tales como José Fernández Nonídez, Antonio Zulueta y Jimena Fernández de la Vega, que se perfeccionaron en el extranjero gracias a las becas de la Junta para la Ampliación de Estudios, se habían visto interrumpidos por la Guerra Civil y las posteriores depuraciones.
A Antonio Prevosti lo había conocido en sus últimos años de estudiante, pero fue al entrar a trabajar en el Instituto, donde también estaba él como becario, cuando formalizó su relación con él. Ambos compartían su afición por el excursionismo y la naturaleza, algo que los unió en los profesional y en lo personal. Se casaron el 7 de mayo de 1949 en la iglesia Sants Just i Pastor de la ciudad vieja de Barcelona. Trabajaron siempre juntos, incluido el giro que en 1949 iniciaron hacia la genética de la Drosophila.
Entre 1951 y 1955 nacieron los tres hijos de la pareja. Monclús dejó su puesto como profesora de secundaria, trabajo que había compaginado con sus investigaciones en el CSIC, manteniendo estas. No obstante, en 1954 se trasladó con sus hijos a Edimburgo para reunirse con su marido, becado por el CSIC, en el Institute of Animal Genetics de la Universidad de Edimburgo para trabajar un año con Conrad Waddington.
En 1963 se crearon las primeras cátedras de Genética en las facultades de Ciencias de las universidades de Barcelona, de Madrid y de Granada, Prevosti obtuvo por oposición la plaza de Barcelona y creó el departamento de Genética. Monclús trabajó allí hasta que se retiró, en un grupo que creció y formó a especialistas en genética y que estuvo compuesto por una mayoría de mujeres.
Entre 1956 y 1974 fue «Colaborador Honorario»”del Consejo y desde diciembre de ese año hasta marzo de 1976 trabajó con un contrato de colaboración temporal como «Titulado Superior Especializado» en el departamento de Investigaciones Antropológicas y Genéticas del CSIC. A partir de 1976 no se conservan documentos que certifiquen la situación laboral de Monclús.
En la década de los sesenta, sus hijos recuerdan cómo se mezclaba la vida familiar con las salidas al campo y las investigaciones de sus padres, que utilizaban la cocina del hogar como una extensión del laboratorio.
No llegó a doctorarse, ocupó puestos temporales y no siempre retribuidos, compaginar la vida familiar con la profesión investigadora no proporcionó una posición asalariada acorde a su nivel académico, lo que en gran medida a contribuido a la invisibilidad de su trabajo.  Por otro lado, su hija Marta recuerda que durante su infancia la compaginación del trabajo doméstico con el de investigación lo realizaban sus padres con ayuda externa.
Los recuerdos de sus hijos muestran a Monclús como madre y como investigadora y, en sus relatos, el hogar aparece como espacio híbrido donde su producción científica y su metodología de trabajo en el espacio doméstico y familiar incluían viajes a la captura de moscas.
Monclús murió en Barcelona el 27 de marzo de 2012 a los 92 años de edad.

## Trayectoria como investigadora
Monclús comenzó su carrera investigadora colaborando en la tesis que Prevosti estaba haciendo bajo la dirección de Alcobé sobre la influencia de la clase social en el crecimiento de niñas y niños en edad escolar, tesis que Antonio Prevosti defendió en 1948 y publicó en 1949 en los Trabajos del Instituto Bernardino de Sahagún. Monclús midió la altura y el peso de niñas que estudiaban en escuelas privadas y municipales de Barcelona y Prevosti tomó medidas antropométricas a los niños. Aparte de los testimonios de sus hijos, la letra de Monclús en los cuadernos de trabajo de este periodo, atribuidos a Prevosti, construidos con las anotaciones de ambos demuestran una estrecha colaboración desde un principio. La letra de Monclús aparece en casi todos los documentos manuscritos depositados en el fondo Antonio Prevosti, especialmente en los cuadernos de trabajo. Una meningitis que Prevosti contrajo en la adolescencia le afectó al movimiento del tríceps derecho, le imposibilitaba levantar y bajar el brazo y le dificultaba, aunque no impedía, escribir y manejar instrumentos de laboratorio. Para la investigadora Velasco Martín, esta circunstancia pudo haber contribuido a la estrecha colaboración profesional que se prolongó a lo largo de su vida.
Entre 1946 y 1950 Monclús y Prevosti junto a otros investigadores del Instituto estudiaron los restos óseos de una necrópolis judaica del XIV que había aparecido en 1945 en la montaña de Montjuic. Describieron la población humana allí enterrada en un trabajo conjunto que María Monclús firmó con el apellido de su marido. Fue esta la única publicación que realizó en el campo de la antropología física y la única también que firmó como María Prevosti. Esta circunstancia y el hecho de que los documentos de archivo hayan sido atribuidos en exclusiva al marido, han invisibilizado esta parte del trabajo de Monclús.
No fue este el único trabajo de Monclús que quedó oculto, pues en entre 1959 y 1960 participó activamente en determinar las características morfológicas de las poblaciones autóctonas de las comarcas pirenaicas, trabajo que había iniciado Alcobé en la década de los 30. Los resultados de esa investigación, cuya publicación María Monclús no firmó, se presentaron en el VI Congreso Internacional de las Ciencias Antropológicas y Etnológicas, en París en 1960.
En 1949 el CSIC concedió una beca a Prevosti para viajar a Pavía al Instituto de Hidrobiología Marco Marchi de Pallanza, Monclús lo acompañó y allí trabajaron con el genetista italiano Adriano Buzzatti-Traverso (1913-1983), del que aprendieron las técnicas experimentales con la Drosophila, técnicas que incorporarían inmediatamente a sus investigaciones.
En 1951 el Instituto Bernardino de Sahagún del CSIC se amplió con la creación en la Universidad de Barcelona del Centro de Genética Animal y Humana y Alcobé fue nombrado director de ambos. Monclús se incorporó como ayudante de investigación —puesto al que había accedido en 1949 y que mantuvo hasta 1955, con el intervalo de 1954 que vivió en Edimburgo— y Prevosti, como colaborador científico.

## Estudios sobre la Drosophila
En 1953 Monclús publicó su primer trabajo sobre genética de poblaciones de Drosophila, basado en la morfología de las patas de machos de la especie. Las muestras las había capturado en la primavera y verano de 1952 en Barcelona, Ager y Peramola, aprovechando vacaciones familiares, y excursiones ex profeso para recoger especímenes de la misma especie en diferentes entornos. Más tarde las crio en el laboratorio para estudiar las patas de los machos, a fin de clasificarlas comparando poblaciones de una misma especie y considerando características geográficas y climáticas de las lugares de captura para explicar las diferencias morfológicas.
Esta publicación de 1953 fue la única firmada de la década, sin embargo su letra es permanente en las anotaciones del los cuadernos de laboratorio de Prevosti, lo que prueba su participación en ellas hasta 1963. Juntos exploraron la relación entre la variabilidad genética y el medio ambiente para profundizar en el estudio de los procesos adaptativos y evolutivos. El procedimiento que siguió Monclús para su trabajo de 1953 de capturar moscas de una misma especie en lugares con características ambientales diferentes y estudiar sus descendientes, nacidos en el laboratorio, bajo las mismas condiciones experimentales, fue desde entonces usado por el grupo dirigido por Prevosti.
En 1964 publicó un estudio sobre la distribución y la ecología de las moscas en el área catalana que había comenzado en 1957. En él daba las claves para su identificación «con el fin de facilitar el trabajo a quien desee dedicarse a genética de Drosophila». Describió la metodología de su trabajo en el campo, incluyó dibujos de los instrumentos, succionadores diseñados por ella y Prevosti, así como de las instrucciones de uso; describió igualmente los cebos utilizados, a base de plátano y levadura, los medios de transporte hasta el laboratorio, etcétera.
La correspondencia de Monclús con otros genetistas de Drosophila indica que en 1965 realizó experimentos de hibridación con distintas especies de moscas aunque no llegó a publicar los resultados. Muchos de estos intercambios se realizaban a través o por mediación de las publicaciones en la Drosophila Information Service (Universidad de Columbia - Nueva York), revista pionera en el intercambio de información y tecnología entre los investigadores de la Drosophila. Sus colaboraciones duraron hasta 1993.
En la década de 1960 Monclús y Prevosti realizaron un estudio sobre el significado ecológico evolutivo del tamaño del cuerpo en la D. suboscura y publicaron juntos dos trabajos en 1967 y 1971. En ellos analizaron la correlación entre el tamaño —que estimaron a partir de medidas de las alas— y el tiempo que tardaban los machos en aparearse, una característica que consideraban influyente en la probabilidad de que dejaran descendencia, lo que denominaron eficacia biológica. Presentaron los resultados en la IV Jornada de Genética Luso-Española celebrada en Oeiras (Portugal) en 1967 y un año más tarde en Tokio (Japón), en el XII Congreso Internacional de Genética. La participación de Monclús en el congreso de Tokio quedó reflejada en las actas y la permitió la relación posterior con otros genetistas destacados como Dobzhansky. En paralelo fue invitada por Toyohi Okada, del departamento de Biología de la Universidad de Tokio, a participar en la primera conferencia internacional sobre taxonomía de Drosophila que se desarrollaría durante el congreso. En la carta de invitación, que incluía un formulario y una lista de los nombres de quienes habrían recibido otra copia, Okada expresaba la importancia de la coordinación en el intercambio de conocimientos taxonómicos, que la reunión podría favorecer. A partir del congreso de Tokio, el reconocimiento de Monclús como taxonomista se consolidó a través de la correspondencia con genetistas de Europa y América que solicitaban su consejo en clasificaciones taxonómicas de Drosophila.
Durante el curso académico 1969-1970 Monclús fue ayudante de prácticas de genética en la Universidad de La Laguna y contribuyó con Prevosti al desarrollo del departamento de genética. La colaboración con los genetistas de esa universidad se prolongó durante veinte años. Además aprovechó para estudiar la distribución y ecología de las especies de Drosophila de las Islas Canarias. Entre abril y junio de 1970 viajó por Tenerife, la Palma, Gomera, Gran Canaria y Lanzarote con su marido y su hija Marta —que estudió allí el preuniversitario—, a veces acompañada por estudiantes de biología, para capturar moscas en jardines urbanos, zonas de cultivo, áreas con vegetación xerófila y bosques de pinos y laurisilva. El estudio prosiguió en Barcelona, dando por concluida la investigación en 1974  pero la crisis económica retrasó dos años la publicación de su trabajo, lo que permitió incluir los especímenes que capturó en enero de 1975 en Tenerife y La Palma y los que le envió Vicente Martínez —investigador de la Universidad de La Laguna— de Fuerteventura. Así, clasificó casi 9000 moscas en dieciocho especies, de las cuales una era desconocida hasta entonces: Drosophila guanche. Monclús consideró esta especie, capturada en zonas con laurisilva, similar a Drosophila subobscura y decidió incluirla en su mismo grupo taxonómico: el grupo de la obscura.
La clasificación de D. guanche como una nueva especie llevó a Monclús y Prevosti a estudiar su distribución en otros lugares con laurisilva: Madeira y las islas Azores, a donde viajaron con sus hijos en julio de 1970. Aunque no encontraron D. guanche, entre las especies capturadas Monclús localizó moscas que consideró otra nueva especie y que nombró Drosophila maderensis.
A su regreso de Tenerife, ya desde Barcelona, siguió estudiando moscas Drosophila. En el otoño de 1978 viajó con su marido a industrias vinícolas españolas para estudiar las especies de moscas que allí habitaban y analizar la forma de sus cromosomas y su tolerancia al alcohol. Visitaron primero el viñedo de Perelada en Gerona y las bodegas de Freixenet en San Sadurní de Noya; las de Muller en Reus; las de Cheste en Valencia; y las de Elche en Alicante. De allí viajaron a las bodegas de la DO Montilla-Moriles en Córdoba para regresar a Cataluña pasando por las bodegas de Cariñena, Gormaz, la Rioja y por último por un viñedo pequeño en Peramola. Monclús y Prevosti compararon las poblaciones de moscas de los viñedos con otras capturadas cerca de ellos. Esa investigación permitió su colaboración con el fisiólogo y genetista Jean R. David y la experta en nutrición Jeaninne van Herrewege del Laboratorio de Entomología Experimental y Genética de la Universidad Claude Bernard en Villeurbanne (Francia). Con ellos publicaron en 1979 un estudio sobre la evolución de la tolerancia al alcohol de dos especies distintas de Drosophila.
En la década de los ochenta publicó nueve del total de veintidós trabajos.  Sus investigaciones estuvieron marcadas por el estudio de la expansión de D. subobscura por América desde el sur de Chile (1978) hasta California y Canadá pasando por Argentina. Hizo esas investigaciones junto a Prevosti y varios genetistas del departamento de Genética y Biología Celular de la Facultad de Medicina de la Universidad de Chile. A lo largo de la década de 1980 este grupo viajó por distintos hábitats del continente americano y capturaron moscas en bosques con hayas Notofagus, asociaciones de arbustos y plantas xerófilas y jardines suburbanos entre otros, en busca de ejemplares de D. subobscura para cartografiar su expansión por América y estudiar los cambios en sus cromosomas. Entre noviembre y finales de diciembre de 1988 Monclús trabajó en el Departamento de Ecología y Biología Evolutiva de la Universidad de California en Irvine con un puesto de «Visiting Assistant Researcher» sin salario, junto a su marido, y estudiaron las poblaciones de D. subobscura de California.
En su última etapa como investigadora Monclús estudió los cromosomas de las especies de Drosophila capturadas en el Mediterráneo en colaboración con su marido e investigadores de la Universidad de Valencia y amplió junto a Mercé Argemí, Francesc Mestres y Luis Serra el estudio de los drosophilidos de Cataluña en dos artículos sobre la dinámica ecológica y microevolutiva.

## Valoración de su trabajo
Es de resaltar su trabajo como parte de un trabajo colectivo en el que los investigadores, como un gran equipo internacional, intercambian conocimientos, metodologías e incluso especímenes. Los trabajos que publicaron María Monclús y Antonio Prevosti, juntos y por separado, fueron determinantes para el desarrollo de la genética de poblaciones de Drosophila en España.
A pesar de la importancia de su trabajo, su reconocimiento ha permanecido en un segundo plano, hasta el descubrimiento de su archivo depositado en la Universidad de Barcelona. Hasta fechas recientes este archivo era exclusivamente atribuido a Prevosti, pero un estudio más detallado ha sacado a la luz la contribución de Monclús.
Monclús reunía destrezas como investigadora y experta taxónoma, heredera de los saberes y las prácticas del coleccionismo y la clasificación de especímenes propios de las ciencias naturales. No obstante, la época en la que le tocó vivir ocultó parte de su labor profesional, y aunque se benefició de las becas que concedían a su marido para ampliar sus estudios en el extranjero, así como de la participación de este en congresos, ocupó un puesto secundario en la Universidad. Esta posición, que pudo ser «voluntariamente aceptada», le permitió precisamente llevar a cabo sus investigaciones.

### Documentación sobre sus investigaciones
En abril de 2014 se creó en la biblioteca de Biología de la Universidad de Barcelona el archivo María Monclús (ES  CAT  UB  296117), como un apéndice del fondo del genetista Antonio Prevosti. La localización de este fondo ha permitido la valoración adecuada del trabajo de investigación de Monclús, a menudo invisibilizado tras la firma del marido. El estudio de la correspondencia que Monclús mantuvo con genetistas españoles y extranjeros, de sus cuadernos de laboratorio y de otros documentos, como borradores de comunicaciones a congresos o  aquellos que no estuvieron destinados a ser publicados, ha permitido reconstruir la biografía investigadora más allá de los artículos que firmó como única autora o en colaboración con Prevosti.

## Principales publicaciones[7]
- 1953. «Variación geográfica de los peines tarsales de los machos de D. subosbcura». Genética ibérica.
- 1964. «Distribución y ecología de drosofilidos en España. I. Especies de Drosophila de la región catalana». Genética ibérica.
- 1967. «Velocidad de apareamiento y tamaño en Drosophila subobscura». Portugaliae acta biologica.
- 1971. «Relationship between mating speed and wing length in Drosophila suboscura». Evolution 25, en colaboración con Prevosti.
- 1976. «Distribución y ecología de drosofílidos en España. II. Especies de Drosophila de las Islas Canarias, con la descripción de una nueva especie». Boletín de la Real Sociedad Española de Historia Natural (Biología). 74.
- 1978-1979. «Cellars habitat and Drosophila populations». Genética Ibérica, 30-31, en colaboración con Prevosti.
- 1984). «Drosophilidae of Madeira, with the description of Drosophila madeirensis, n. sp».  Zeitschrift für zoologische Systematik and Evolutionsforchung. Sonderdruck. 22(2).